# Aphrodroma brevirostris

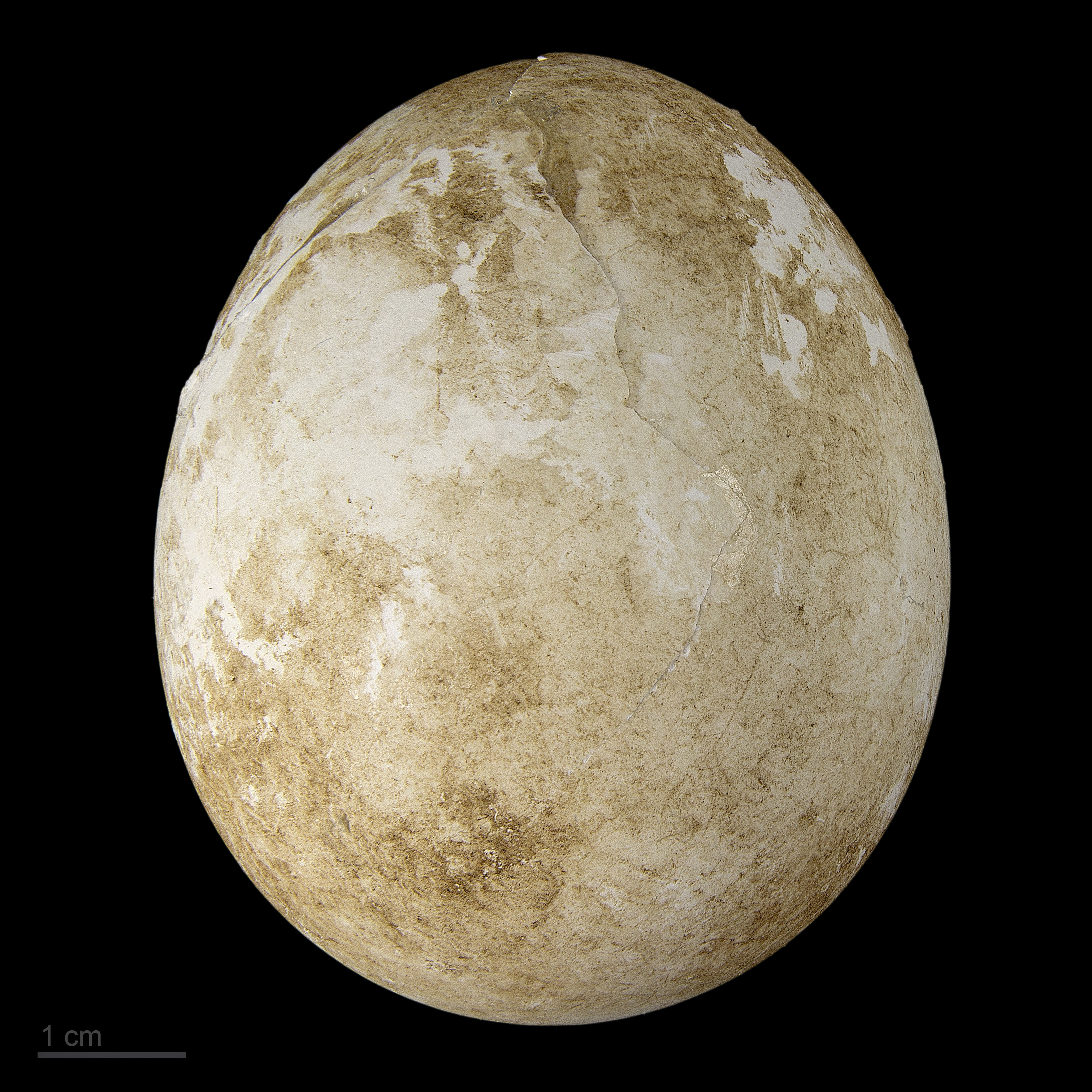
Aphrodroma brevirostris - MHNT

La pardela de las Kerguelen (Aphrodroma brevirostris) es una pequeña ave marina de la familia de los petreles o patines (Procellariidae). La especie fue descrita por mucho tiempo dentro del género Pterodroma antes de ser separada dentro de su propio género, Lugensa,  en 1942. El género no fue ampliamente aceptado sino hasta 1985, cuando un estudio lo comprobó. La posición dentro de los proceláridos (familia Procellariidae) sigue siendo material de debate; cuando fue separada del género Pterodroma se sugirió que podría ser un petrel fulmar, mientras que en 1998 un estudio la colocó cerca de las pardelas y del género Bulweria. Finalmente, en el año 2000 Storrs Lovejoy Olson la trasladó al género monotípico Aphrodroma.
La pardela de las Kerguelen anida en colonias de islas remotas: colonias en la isla de Gough en el océano Atlántico, y en las islas del Príncipe Eduardo, en las islas Crozet y en las Kerguelen en el océano Índico. Los individuos permanecen en colonias, son de hábitos nocturnos y anidan en madrigueras o en el suelo húmedo. Las madrigueras usualmente se encuentran a sotavento. Empollan un único huevo por temporada, y el huevo es incubado por ambos padres durante 49 días. La cría es cuidada por 60 días más.